# Ioannis Matzourakis
Ioannis Matzourakis (n. 6 iunie 1949 în Didymoteicho) este un fotbalist retras de activitate, în prezent antrenor ale echipei OFI Creta. Și-a petrecut copilăria în România, unde a jucat la două echipe românești, CFR Cluj și Rapid București. De-a lungul carierei a antrenat 16 echipe.